# Zoran Milanović
Zoran Milanović (uitgesproken als [zǒran mǐlanoʋitɕ; milǎːn-]) (Zagreb, 30 oktober 1966) is een Kroatisch politicus. Sinds februari 2020 is hij de vijfde president van Kroatië. Eerder al, tussen 2011 en 2016, was hij premier.

## Levensloop
Milanović behaalde zijn diploma van jurist aan de universiteit van Zagreb. Hij was nadien werkzaam op het ministerie van buitenlandse zaken. In deze periode bekwaamde hij zich in het Europees Recht. Hij was in de jaren '90 adviseur bij de Kroatische zending bij de NAVO en bij de Europese Unie in Brussel. Van 2007 tot 2019 was hij afgevaardigde in de Sabor, het Kroatische parlement. Van 2007 tot 2016 was hij tevens partijvoorzitter van de SDP, de Sociaaldemocratische Partij van Kroatië. Als partijvoorzitter was hij leider van de oppositie in de jaren 2007-2011 en van januari 2016 tot november 2016. 
Van december 2011 tot januari 2016 was hij premier van Kroatië. 

### Presidentschap
Milanović nam deel aan de presidentsverkiezingen van 2019/2020. De eerste verkiezingsronde vond plaats op 22 december 2019, waarbij Milanović een meerderheid van 29,55% van de stemmen won, vóór Kolinda Grabar-Kitarović, de zittende presidente die 26,65% van de stemmen behaalde. Miroslav Škoro, die opkwam als een onafhankelijke kandidaat, slaagde er niet in om de tweede ronde te bereiken en behaalde de steun van 24,45% van de kiezers. Daarom markeerde deze verkiezing voor het eerst in de Kroatische geschiedenis dat de zittende president niet het hoogste aantal stemmen in de eerste ronde ontving. Ook behaalde Grabar-Kitarović zowel het laagste aantal stemmen (507.626) als het laagste percentage stemmen van een Kroatische president die deelnam aan een van de twee verkiezingsrondes. Op 5 januari 2020 volgde de tweede ronde tussen Milanović en Grabar-Kitarović. Milanović won met een marge van circa 105.000 stemmen en werd daarmee de vijfde president van Kroatië sinds de onafhankelijkheid en de tweede president die officieel werd genomineerd door de Sociaaldemocratische Partij, na Ivo Josipović (2010–2015).
Tijdens de Oekraïnecrisis in januari 2022 baarde president Milanović opzien toen hij op 25 januari verklaarde, dat Kroatië zijn militairen moest terugtrekken uit Oekraïne, "een van de corruptste landen ter wereld". De regering nam direct afstand van de uitlating en verklaarde, dat er helemaal geen Kroatische troepen in Oekraïne waren.
Franjo Tuđman · Stjepan Mesić · Ivo Josipović · Kolinda Grabar-Kitarović · Zoran Milanović
- Gemeinsame Normdatei: 1027200524
- International Standard Name Identifier: 0000 0003 8476 5141
- Library of Congress Control Number: nb2012019791
- Nationale Bibliotheek van Tsjechië: js2016915721
- Nationale Bibliotheek van Polen: a0000003440106
- Parlement.com: vjd5kwyig7ww
- Système universitaire de documentation: 252709632
- Virtual International Authority File: 277708121
- WorldCat: E39PBJtxd8QGqPrHgtyj7WXPQq